# Hans Grewel
Hans Grewel (*  27. November 1940 in Düsseldorf) ist ein deutscher Theologe und Hochschullehrer.

## Leben
Grewel, Sohn eines Pfarrers, studierte von 1959 bis 1967 in Köln, Bonn, Tübingen und Marburg Theologie, Philosophie und Germanistik. Mit einer Untersuchung über Die Bedeutung des Heiligen Geistes in der Theologie Albrecht Ritschls promovierte er 1967 an der Universität Marburg zum Dr. theol. Das zweite Theologische Examen legte er 1969 ab. Von 1967 bis 1970 war er Wissenschaftlicher Assistent an der Abteilung Wuppertal der Pädagogischen Hochschule Rheinland. Die Habilitation für evangelische Theologie und ihre Didaktik erfolgte 1972 in Dortmund.
Von 1973 bis 1979 war er Professor für Evangelische Theologie an der Pädagogischen Hochschule Ruhr in Dortmund. In den 1970er Jahren gab er das Schulbuch Aufbruch zum Frieden heraus. Bis zu seiner Emeritierung 2006 war er Professor für Evangelische Theologie und ihre Didaktik an der Universität Dortmund. Er war Mitglied des Arbeitskreises Arzt und Seelsorger an der Evangelischen Akademie Iserlohn.

## Veröffentlichungen

### Autor
- Die Bedeutung des Heiligen Geistes in der Theologie Albrecht RitschlsDiss., Marburg 1967
- Mosegeschichten, Gütersloh 1971
- Didaktische Grundlegung und Modelle für einen zeitgemässen Religionsunterricht, Dortmund 1974
- Christentum, was ist das? Ein Elementarbuch. Stuttgart/Berlin 1980, in 2. Auflage 2003
- Brennende Fragen christlicher Ethik, Göttingen 1988, in 2. Auflage 1992
- Recht auf Leben, Göttingen 1990
- Ethik zwischen Mitleid, Mord und Menschlichkeit, Dortmund 1991
- Lizenz zum Töten : der Preis des technischen Fortschritts in der Medizin, Stuttgart 2002

### Herausgeber
- "Alle Wasser fließen ins Meer ..." : die grenzüberschreitende Kraft der Religionen ; Festschrift für Paul Schwarzenau zum 75. Geburtstag, Köln/Weimar/Wien 1998
- Quellen der Menschlichkeit : Bibel und Koran – von Christen und Muslimen gedeutet, München 2010